# Steinkreis von Gortnatubbrid
 Der Steinkreis von Gortnatubbrid steht im namengebenden Townland (irisch Gort na Tiobratan) südlich von Baile Bhuirne im County Cork in Irland.
Der fünfsteinige Steinkreis der Cork-Kerry-Serie hat einen absenten axialen Stein. Erhalten sind vier zwischen 0,6 m und 0,9 m hohe Steine, die im Nordosten höher sind, was  für Steinkreise der Cork-Kerry-Serie typisch ist. Der fehlende axiale Stein ist normalerweise der niedrigste, so dass die Möglichkeit besteht, dass er vorhanden, aber begraben ist.

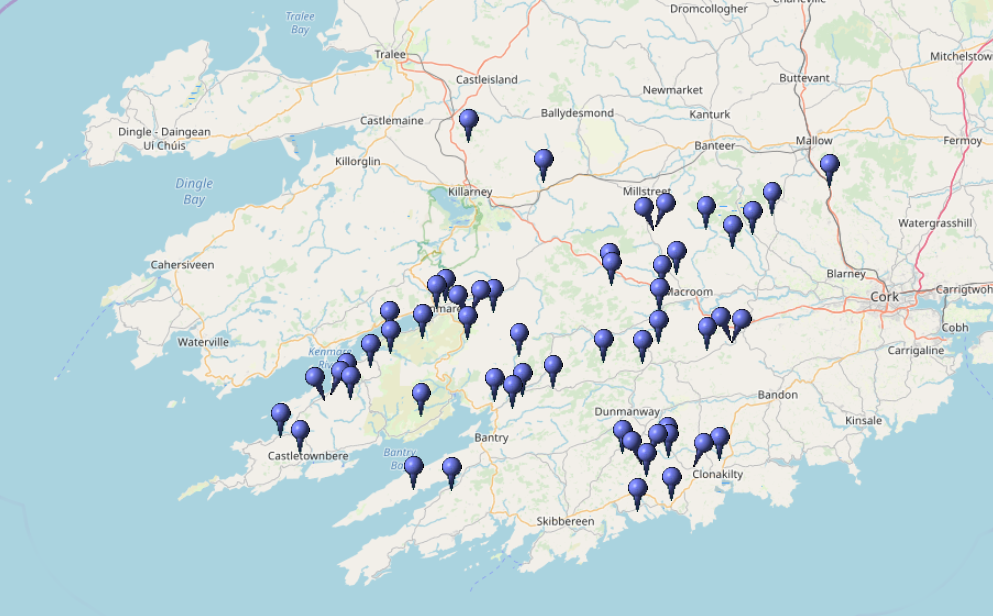
Axiale Steinkreise (ASC)

Die zugehörige Steinreihe befindet sich in der Nähe und ist abgesehen davon, dass sie ein integraler Bestandteil dieses Kreiskomplexes ist, unauffällig. Die Beziehung zwischen Kreis und Reihe ist unklar, aber es ist wichtig, dass sie im Zusammenhang betrachtet werden.
In der Nähe liegt der Steinkreis von Gortanacra.